# Mofalla distrikt
Mofalla distrikt är ett distrikt i Hjo kommun och Västra Götalands län. 
Distriktet ligger nordväst om Hjo. 

## Tidigare administrativ tillhörighet
Distriktet inrättades 2016 och utgörs av Mofalla socken i Hjo kommun.
Området motsvarar den omfattning Mofalla församling hade vid årsskiftet 1999/2000.